# دادوئس
دادوئس یکی از فرماندهان نظامی و شاهزدگان ایرانی در زمان حکومت شاهنشاه خسرو پرویز ساسانی (حک. ۵۹۰–۶۲۸) بود. او در جنگ ۶۰۲ تا ۶۲۸ ایران و روم نقش داشت.